# Pseudoheptascelio cornopis
Pseudoheptascelio cornopis är en stekelart som först beskrevs av Lubomir Masner 1972.  Pseudoheptascelio cornopis ingår i släktet Pseudoheptascelio och familjen Scelionidae. Inga underarter finns listade i Catalogue of Life.